# Divisões administrativas em 1988
Nesta página encontrará referências aos acontecimentos directamente relacionados com a regiões administrativas ocorridos durante o ano de 1988.

## Eventos
- 1 de Fevereiro - As vilas portuguesas de Gouveia, Loulé, Moura, Peniche, Tondela e Vila do Conde são elevadas a cidade.
- 4 de Janeiro - Fundação da cidade catarinense de Doutor Pedrinho.
- 19 de Março - Restauração do concelho português de Vizela.
- 25 de Março - Em Portugal, criação da freguesia de Bicos, no concelho de Odemira.
- 19 de Abril - Em Portugal, a Aldeia Nova de São Bento, no concelho de Serpa, é elevada a vila, passando a designar-se Vila Nova de São Bento; Fundão, Marinha Grande, Montemor-o-Novo e Vila Real de Santo António são elevadas a cidade.
- 29 de abril - É fundado o município de São José do Hortêncio, no Rio Grande do Sul.
- 1 de Setembro - A vila portuguesa de Vizela é elevada a cidade.
- 5 de Outubro - Amapá e Roraima se tornam atualmente Estados Brasileiros. É criado também o estado do Tocantins, inserido na Região Norte do Brasil.